# Thomas Thorpe

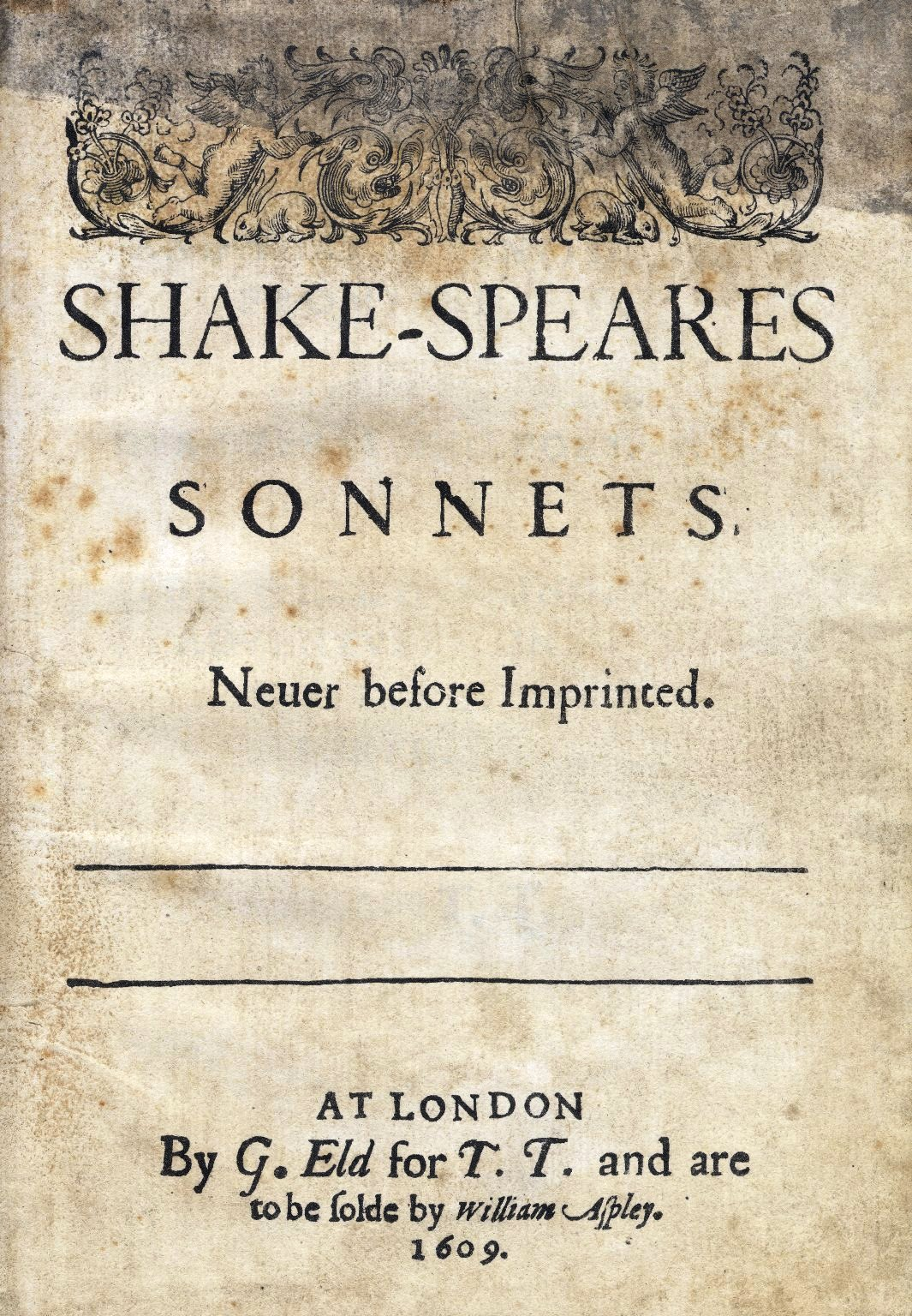
La primera edición de los Sonetos de Shakespeare publicada por Thorpe en 1609.

Thomas Thorpe (c. 1569-c. 1635) fue un editor inglés, más conocido por publicar varias obras de Christopher Marlowe, Ben Jonson, George Chapman y, sobre todo, por su edición de los Sonetos de Shakespeare, en 1609. 
Sigue habiendo aún cierta controversia acerca de su papel en la publicación de los Sonetos y expertos en la materia, como Sidney Lee, señalan que pudiera haberlos publicado sin la autorización del propio autor. Otros, sin embargo, son de distinta opinión, como la catedrática de literatura inglesa Katherine Duncan-Jones, quien afirma:

Las ediciones que Thorpe hizo para Jonson, Chapman y Marston le señalan como un hombre en quien los intelectuales y dramaturgos más importantes de su época confiaban para vender sus textos. Jonson, en concreto, destacaba por su exigencia en cuestiones de impresión y, en las cinco obras que vendió a Thorpe, participó directamente para asegurarse de que las publicaciones fueran excelentes en todos sus aspectos. ¿Debemos creer, pues, que alguien tan rígido como Jonson confiaría sus obras a una persona que al año siguiente arrancaría y mutilaría una colección de poemas de Shakespeare?

Thorpe es considerado una especie de rara avis en el gremio de editores ingleses, ya que nunca tuvo su propia imprenta ni librería y dependía de otras personas para imprimir las obras publicadas bajo su nombre, buscando luego librerías para venderlas. Así, su edición de los Sonetos de Shakespeare fue impresa por George Eld, con quien colaboraría en otras publicaciones, y fue vendida por William Aspley.
Thorpe obtuvo su primera licencia para publicar obras en 1594 y en 1600 publicó su primer libro, la traducción realizada por Christopher Marlowe de la Farsalia, publicada como La primera parte de Farsalia de Lucano. Gran parte del éxito de Thorpe se debe posiblemente a su gran amistad con Edward Blount, editor de numerosas obras importantes de la época, incluyendo la primera edición en inglés del Quijote de Cervantes y el First Folio de Shakespeare (1623) y a quien, en contra de lo habitual para una época en que normalmente se solían dedicar a la nobleza, Thorpe dedicaría esta su primera publicación.
En 1605 publicó el All Fools de George Chapman y Sejanus His Fall de Ben Jonson, con la colaboración directa del propio Jonson. El propio Shakespeare, como miembro de los King's Men, había sido uno de los actores principales de la obra de Jonson cuando se estrenó en 1603. Otras obras publicadas por Thorpe incluyen Volpone, de Jonson, publicada en 1607, tras su estreno en 1606.

## Obras publicadas
- The first book of Lucan - Christopher Marlowe (1600)
- All Fools - George Chapman (1605)
- Sejanus - Ben Jonson (1605)
- The Gentleman Usher - George Chapman (1606)
- Hymenaei - Ben Jonson (1606)
- What You Will - John Marston (1607)
- Volpone - Ben Jonson (1607)
- Masques of Blacknesse and of Beautie - Ben Jonson (1608)
- The Conspiracty and Tragedy of Charles, Duke of Byron - George Chapman (1608)
- Sonnets - William Shakespeare (1609)